# Guitarra baiana
La guitarra bahiana ou baiana est une guitare électrique à quatre, cinq ou six cordes, inventée à Bahia.

## Histoire et évolution
Après avoir assisté en 1942 à une présentation dans la capitale bahianaise du guitariste classique Benedito Chaves, qui utilisait un capteur adapté à une guitare acoustique, Dodô (Antônio Nascimento), joueur amateur de cavaquinho et technicien de radio, obtint le schéma électrique et commença à expérimenter en plaçant un capteur qu'il avait fabriqué dans des instruments acoustiques. Le larsen empêchait d'amplifier le son autant qu'il le désirait. Il s'aperçut que boucher l'orifice de la caisse de résonance, ou la remplir de tissus, diminuait le problème. Il finit par fixer le capteur sur un simple bout de bois prolongé par un manche de cavaquinho. Ce « pau elétrico » (« bâton électrique ») ou « cavaquinho électrique » pouvait être amplifié à haut volume.
Avec Dodô, le musicien Osmar Macedo adapte à son pick-up Ford 1929 un équipement sonore capable de le transformer en une scène ambulante, muni d'un groupe électrogène et de deux haut-parleurs à l'avant et à l'arrière. Ils parcourent les rues pendant le carnaval de 1950 en jouant de leurs instruments électriques, accompagnés de six percussionnistes. Les instruments sont accordés comme une mandoline à la quinte (sol-ré-la-mi). Ils recommencent l'année suivante avec un véhicule un peu plus grand, un générateur plus puissant, huit haut-parleurs et leur ami Temístocles Aragão avec un bâton électrique accordé en guitare : c'est le premier trio elétrico . Une entreprise de boissons leur fournit un camion pour le carnaval 1952. Le trio elétrico assure la popularité des instruments électriques dans les défilés de carnaval. Le son caractéristique de l'instrument vient d'une part de son accordage, et d'autre part de la distorsion quand l'instrument est joué à fort volume.
La guitare bahianaise la plus commune de nos jours a cinq ou six cordes. La quinte donne un do pour la cinquième et un fa pour la sixième. Certains musiciens utilisent des accordages différents, comme ceux de la guitare ou de la viola[réf. souhaitée].
Le fils d'Osmar, Armandinho Macedo, un rocker, contribue au développement de nouveaux modèles de guitares bahianaises en la faisant se rapprocher de la guitare électrique avec des luthiers tels que Luizinho Dynamite, Vitório Qunitino ou Elifas Santana, qui ajoute une cinquième corde à l'instrument, accordée en do. La guitare bahianaise actuelle est, aussi bien physiquement que musicalement, le fruit de ce croisement : un instrument en bois dur doté de capteurs magnétiques et accordé en quinte, capable de passer du frevo au rock, capable de jouer les pièces écrites pour la guitare ou la mandoline, que ce soit un choro ou un concert classique.
Dans les années 1990, le luthier Elifas Santana, responsable de la confection des guitares bahianaises d'Armandinho Macedo et de Luiz Caldas (pt), adapte à ces instruments un système de chevalet mobile (Floyd Rose).
La guitarra baiana est à peu près abandonnée, les instrumentistes ayant opté pour des instruments électriques communs. Son invention indépendante du développement de la guitare électrique aux États-Unis reste un élément de fierté pour les Bahianais ; la municipalité de Salvador l'a prise comme thème officiel du carnaval de 2013.